# 宜陽之戰
宜陽之戰發生於前308年至前307年期間，是戰國時代秦國攻打韓國的一場戰爭。

## 背景
秦武王素有「通三川，窺周室」之志，意欲問鼎中原，而韓國的宜陽正是通向東周的門戶，只有佔領宜陽才可達成心願。因宜陽為韓國的軍事重地，派有重兵駐守。

## 戰役
秦武王派左丞相甘茂去魏國，相約共同攻打韓國宜陽，魏國遵從約定，秦武王親身至息壤（秦國的城邑）迎接甘茂。甘茂以宜陽是韓國重地，駐有重軍，路途又艱險遙遠，難於攻取，勸告秦武王切勿攻打。武王不聽，遂與甘茂定下息壤之盟，約定武王決心全力支持甘茂，一定不會中途退兵。
前308年，武王遂令甘茂與庶長封率秦軍攻打宜陽。經歷五個月的進攻，秦軍仍不能攻破，樗里子、公孫奭果然以宜陽未得來攻擊甘茂向武王進讒，武王隨即召見甘茂打算退兵。甘茂以「息壤之盟」反問秦王，說服秦武王增援甘茂，最後終於擊敗韓軍，斬首六萬，攻佔宜陽。接著，秦軍渡過黃河奪取武遂（今山西省垣曲縣東南），並在當地築城駐守。韓襄王恐懼，使相國公仲侈持寶物，入秦乞和。秦武王大喜准許其請求。遂下詔甘茂班師，留向壽宣撫宜陽地方。